# Cirrhilabrus lunatus
Cirrhilabrus lunatus là một loài cá biển thuộc chi Cirrhilabrus trong họ Cá bàng chài. Loài này được mô tả lần đầu tiên vào năm 1991.

## Từ nguyên
Tính từ định danh lunatus trong tiếng Latinh mang nghĩa là "có hình lưỡi liềm", hàm ý đề cập đến hình dạng vây đuôi của loài cá này.

## Phạm vi phân bố và môi trường sống
Từ đảo Okinawa, phạm vi của C. lunatus trải dài đến quần đảo Ogasawara và dọc theo bờ biển phía nam Nhật Bản đến đảo Đài Loan và phía bắc đảo Luzon (Philippines).
Một quần thể loài tạm gọi là C. cf lunatus cũng được ghi nhận ở phía bắc Luzon; phạm vi của cf lunatus còn mở rộng đến đảo Cebu (Philippines), đảo Bali và quần đảo Sangihe (Indonesia). Nhiều khả năng đây là một loài chưa được mô tả.
C. lunatus được tìm thấy gần các rạn san hô trên nền đá vụn ở độ sâu khoảng 23–55 m.

## Mô tả
Chiều dài lớn nhất được ghi nhận ở C. lunatus là 8,5 cm.
Cá cái có màu đỏ cam với các đường sọc tím nhạt dọc theo chiều dài thân trên. Vây đuôi bo tròn. Các vây trong mờ, màu vàng. Đốm đen trên cuống đuôi ở cá con, mờ dần khi chúng phát triển thành cá cái.
Cá đực có nhiều màu sắc trên cơ thể của chúng: thân trên màu cam ửng vàng; một dải sọc màu vàng tươi từ gốc vây ngực và kéo dài về phía sau đến giữa đường bên (không chạm đến cuống đuôi); thân dưới và bụng màu xám đen. Trừ vây ngực trong suốt, các vây còn lại đều có màu xám đen đến đen sẫm và được viền bởi màu xanh coban ở rìa. Mống mắt màu đỏ cam. Vây đuôi có hình lưỡi liềm, hai thùy đuôi dài và nhọn.
Khi cá đực vào mùa giao phối, viền xanh ở các vây trở nên ánh kim và sáng hơn. Sọc vàng trở nên đậm hơn. Thân xuất hiện các vệt màu tím và xanh lục lam.
Số gai ở vây lưng: 11; Số tia vây ở vây lưng: 9; Số gai ở vây hậu môn: 3; Số tia vây ở vây hậu môn: 9; Số tia vây ở vây ngực: 15; Số gai ở vây bụng: 1; Số tia vây ở vây bụng: 5.

## Phân loại học
C. lunatus nằm trong một nhóm phức hợp loài cùng với các loài Cirrhilabrus johnsoni, Cirrhilabrus isosceles, Cirrhilabrus brunneus và Cirrhilabrus squirei.

## Sinh thái học
C. isosceles và C. lunatus thường lẫn vào đàn của nhau. Cá thể lai tạp giữa hai loài này đã được quan sát ở quần đảo Ryukyu; ngoài ra, C. isosceles cũng lai tạp với cf. lunatus ở phía bắc đảo Luzon.

## Thương mại
C. lunatus được thu thập trong ngành buôn bán cá cảnh.